# Liste des abbesses du Paraclet
 (juin 2011).
Si vous disposez d'ouvrages ou d'articles de référence ou si vous connaissez des sites web de qualité traitant du thème abordé ici, merci de compléter l'article en donnant les références utiles à sa vérifiabilité et en les liant à la section « Notes et références ».
Liste des abbesses du Paraclet. L'abbaye du Paraclet fut fondée en 1130 par Héloïse, remaniée au cours des siècles et en grande partie démolie à la Révolution française.
- 1130-1164 : Héloïse Ire d’Argenteuil
- 1164-1209 : Mélisende
- 1209-1218 : Ida
- 1218-1249 : Ermengarde
- 1249-1266 : Marie Ire, sœur de Eudes Rigaud.
- 1266-1278 : Héloïse II
- 1278-1320 : Marie II
- 1320-1331 : Catherine Ire des Barres
- 1331-1366 : Alix des Barres
- 1366-1403 : Hélisende des Barres
- 1403-1415 : Jeanne Ire des Barres
- 1415-1420 : Jeanne II de La Borde
- 1420-1423 : Catherine II des Barres
- 1423-14?? : Agnès de La Borde
- 14??-1431 : Guillemette Ire de La Motte
- 1431-1474 : Guillemette II de La Motte
- 1474-14?? : Jacobée
- 14??-14?? : Isabelle
- 14??-1482 : Eustachie
- 1482-15?? : Catherine III de Courcelles de Saint-Liébault
- 15??-1536 : Charlotte Ire de Coligny-Châtillon
- 1536-1547 : Antoinette de Bonneval
- 1547-1548 : Renée de La Tour d’Auvergne de Turenne
- 1548-1560 : Jeanne III Léonarde de La Tour d’Auvergne de Turenne
- 1560-1593 : Jeanne IV Chabot de Brion
- 1593-1639 : Marie III de La Rochefoucauld
- 1639-1646 : Anne-Marie de La Rochefoucauld de Langeac
- 1646-1679 : Jeanne IV de La Rochefoucauld de Langeac
- 1679-1693 : Gabrielle-Marie de La Rochefoucauld
- 1693-1715 : Catherine IV de La Rochefoucauld
- 1715-1768 : Marie IV de La Rochefoucauld de Roucy
- 1769-1779 : Marie V Rose-Charlotte de La Rochefoucauld de Bayers
- 1779-1792 : Charlotte II de La Rochefoucauld de Roucy

## Sources
Gallia Christiana